# Jen Annett
Jen Annett (21 de abril de 1985) es una deportista canadiense que compite en triatlón. Ganó una medalla de bronce en el Campeonato Europeo de Ironman de 2019.

## Palmarés internacional
| Campeonato Europeo | Campeonato Europeo   | Campeonato Europeo | Campeonato Europeo |
| Año                | Lugar                | Medalla            | Prueba             |
| ------------------ | -------------------- | ------------------ | ------------------ |
| 2019               | Fráncfort (Alemania) | Medalla de bronce  | Individual         |